# Callionymus keeleyi
 Callionymus keeleyi és una espècie de peix de la família dels cal·lionímids i de l'ordre dels cipriniformes que es troba a les Filipines i a Papua Nova Guinea.